# Hemiaulax
Hemiaulax is een geslacht van kevers uit de familie van de loopkevers (Carabidae). De wetenschappelijke naam van het geslacht is voor het eerst geldig gepubliceerd in 1892 door Bates.

## Soorten
Het geslacht Hemiaulax omvat de volgende soorten:
- Hemiaulax dentipennis (Bates, 1892)
- Hemiaulax himalayensis (Dellabeffa, 1931)